# Chesterton (Indiana)
Chesterton és una població del Comtat de Porter (Indiana) als Estats Units d'Amèrica. Segons el cens del 2000 tenia 10.488 habitants.

## Demografia
Segons el cens del 2000, Chesterton tenia 10.488 habitants, 4.039 habitatges, i 2.879 famílies. La densitat de població era de 475,8 habitants per km².
Dels 4.039 habitatges en un 36,5% hi vivien nens de menys de 18 anys, en un 57,3% hi vivien parelles casades, en un 9,9% dones solteres, i en un 28,7% no eren unitats familiars. En el 23,7% dels habitatges hi vivien persones soles el 8,3% de les quals corresponia a persones de 65 anys o més que vivien soles. El nombre mitjà de persones vivint en cada habitatge era de 2,57 i el nombre mitjà de persones que vivien en cada família era de 3,06.
Per edats la població es repartia de la següent manera: un 26,8% tenia menys de 18 anys, un 8,1% entre 18 i 24, un 29,6% entre 25 i 44, un 24,8% de 45 a 60 i un 10,7% 65 anys o més.
L'edat mediana era de 37 anys. Per cada 100 dones de 18 o més anys hi havia 91,3 homes.
La renda mediana per habitatge era de 55.530 $ i la renda mediana per família de 66.239 $. Els homes tenien una renda mediana de 50.599 $ mentre que les dones 28.300 $. La renda per capita de la població era de 26.539 $. Entorn del 3,1% de les famílies i el 4,3% de la població estaven per davall del llindar de pobresa.

## Poblacions més properes
El següent diagrama mostra les poblacions més properes.